# Осредак (Крупа на Уни)
Осредак је насељено мјесто у општини Крупа на Уни, Република Српска, БиХ. Према попису становништва из 2013. у насељу је живјело 148 становника. Сви становници овог насељеног мјеста су Срби.

## Географија
Село „Осредак“ припада општини „Крупа на Уни“ која се налази на десној обали ријеке Уне на сјеверозападу Републике Српске. Осредак захвата мању површину југоисточног дијела општине и окружено је двјема сеоским ријекама: Војсковом на истоку и Млаком Ријеком на западу. Широко је око 2 км, а дуго око 3 км и налази се на висоравни, те је заштићено од поплава које су честе у овом крају. Састоји се од неколико засеока који су добили имена углавном према презимену или имену становника, а то су:Бјелани, Џада, Лукићи, Газдини, Јовићи, Карани, Црнобрњи, Шапоњи (Горњи и Доњи), Милешевићи (Горњи и Доњи), Ћопићи и Мачкићи.

## Становништво
| Демографија | Демографија | Демографија |
| Година      | Становника  | Становника  |
| ----------- | ----------- | ----------- |
| 1948.       | 355         |             |
| 1953.       | 359         |             |
| 1961.       | 360         |             |
| 1971.       | 364         |             |
| 1981.       | 333         |             |
| 1991.       | 267         |             |
| 2013.       | 148         |             |